# Igor Burzanović
Igor Burzanović (in serbo Игор Бурзановић?; Titograd, 25 agosto 1985) è un ex calciatore montenegrino, di ruolo attaccante.

## Biografia
Precedentemente era jugoslavo, fino alla definitiva conclusione dell'esperienza federativa della Jugoslavia avvenuta nel 2003, nonché serbo-montenegrino, fino alla scissione della Serbia e Montenegro in due stati indipendenti occorsa nel 2006.

## Carriera

### Club
Cresciuto nella squadra della sua città, il Budućnost Podgorica, debutta in prima squadra nel 1998, a 13 anni, e vi rimane fino al dicembre 2006, quando si trasferisce a Belgrado, alla Stella Rossa, con cui vince il campionato serbo 2006-2007 e la Coppa di Serbia 2007.
Nel gennaio 2009 torna al Budućnost Podgorica.

### Nazionale
Ha partecipato, nel 2006, ai Campionati Europei Under-21 2006, con la Nazionale Under-21 di calcio della Serbia e Montenegro, arrivando alle semifinali della manifestazione.
Dopo l'indipendenza del Montenegro, ha fatto parte della Nazionale montenegrina.

## Palmarès
- Campionato serbo: 1

Stella Rossa: 2006-2007
- Coppa di Serbia: 1

Stella Rossa: 2006-2007
- Campionato giapponese: 1

Nagoya Grampus: 2010